# Egzarchat doniecki
Egzarchat doniecki – egzarchat Kościoła greckokatolickiego na Ukrainie, powstały 11 stycznia 2002 jako egzarchat doniecko-charkowski. Podzielony 2 kwietnia 2014 na egzarchat doniecki i egzarchat charkowski.

## Biskupi

### Egzarcha
- bp Maksym Riabucha SDB – od 2024

### Biskup senior
- bp Stefan Meniok CSsR